# Sadie Calvano
Sadie Calvano (* 8. dubna 1997, Los Angeles, Kalifornie, Spojené státy americké) je americká herečka, která se proslavila rolí Violet Plunkett v sitcomu Máma vysílaném stanicí CBS. V roce 2016 si zahrála hlavní roli v televizním filmu The Perfect Daughter. V roce 2019 začala hrát hlavní roli April v seriálu Why Women Kill.

## Filmografie

### Film
| Rok  | Název       | Role           | Poznámky |
| ---- | ----------- | -------------- | -------- |
| 2011 | J. Edgar    | Edgarova neteř |          |
| 2018 | The Package | Sarah          |          |

### Televize
| Rok             | Název                | Role             | Poznámky                                                                             |
| --------------- | -------------------- | ---------------- | ------------------------------------------------------------------------------------ |
| 2010            | NCIS                 | Rebecca Masonová | díl: „Nejhorší noční můra“                                                           |
| 2011            | Eagleheart           | Julie            | díl: „Death Punch“                                                                   |
| 2012            | Village People       | Ione Wilson      | Neprodaný televizní pilotní díl                                                      |
| 2012            | Nakopni to           | Lindsay          | díl: „Wazombie Warriors“                                                             |
| 2013            | Crash a Bernstein    | Jennifer         | díl: „Systém Crash“                                                                  |
| 2013            | Melissa a Joey       | Keira            | 3 díly                                                                               |
| 2013–2016, 2018 | Máma                 | Violet Plunkett  | Hlavní role (1.–3. řada); vedlejší role (4. řada); hostující role (6. řada), 44 dílů |
| 2016            | The Perfect Daughter | Natalie Parish   | TV film                                                                              |
| 2019            | Why Women Kill       | April            | Hlavní role                                                                          |